# Carl Gustaf Hallberg
Carl Gustaf Hallberg, född 5 juni 1824 i Stockholm, död där 12 april 1888, var en svensk guldsmed och juvelerare samt grundare av Hallbergs Guldsmeds AB.

## Biografi
Hallberg arbetade som gesäll hos juveleraren och konstsamlaren Christian Hammer. 1860 öppnade Hallberg en egen verkstad vid Fredsgatan 6 i Stockholm. Från 1864 stämplade han sina arbeten CGH. 
Hallberg avled i april 1888, men överlät redan 1879 rörelsen till sin butiksföreståndare Jean Jahnsson som drev firman vidare och utvecklade den till att bli Sveriges största guldsmedsaffär. Firman ombildas 1896 till C.G. Hallbergs Guldsmedsaktiebolag och blev samma år kunglig hovleverantör. Hallbergs firma finns fortfarande i dag under namnet Hallbergs guld och hade vid början av 2017 ett 30-tal butiker över hela Sverige.